# Lauterach (Austria)
Lauterach (in alemanno Luterach) è un comune austriaco di 10 028 abitanti nel distretto di Bregenz, nel Vorarlberg; ha lo status di comune mercato (Marktgemeinde).